# Gustav Nordh
Erik Gustav Nordh, född 28 maj 2000, är en svensk fotbollsspelare som spelar för IK Brage.

## Karriär
Nordhs moderklubb är Piteå IF. Som nyssfylld 16-åring debuterade han med Piteå IF 2 i Division 4 Norrbotten. I januari 2016 flyttades han upp till Piteås A-lag i Ettan norra.
I februari 2020 värvades Nordh av Team ThorenGruppen. I oktober 2020 skrev han på för allsvenska Varbergs BoIS, där han skrev på ett treårskontrakt. I augusti 2021 lånades Nordh ut till Gefle IF över resten av säsongen. I januari 2022 bröt han sitt kontrakt och skrev på för Piteå IF.
I december 2023 värvades Nordh av Superettan-klubben GIF Sundsvall, där han skrev på ett treårskontrakt. Den 30 mars 2024 debuterade Nordh i Superettan i en 1-0 vinst mot Östersunds FK, där han startade matchen och blev utbytt i den 57:e minuten mot Marcus Burman.
I mars 2025 värvades Nordh av IK Brage, där han skrev på ett tvåårskontrakt.

## Spelstil
Nordhs styrkor ligger i offensiven där han utmärker sig med sin snabbhet och skickliga avslut. Han är duktig på att driva bollen i högt tempo och leverera avgörande passningar.